# Austin 40 hp

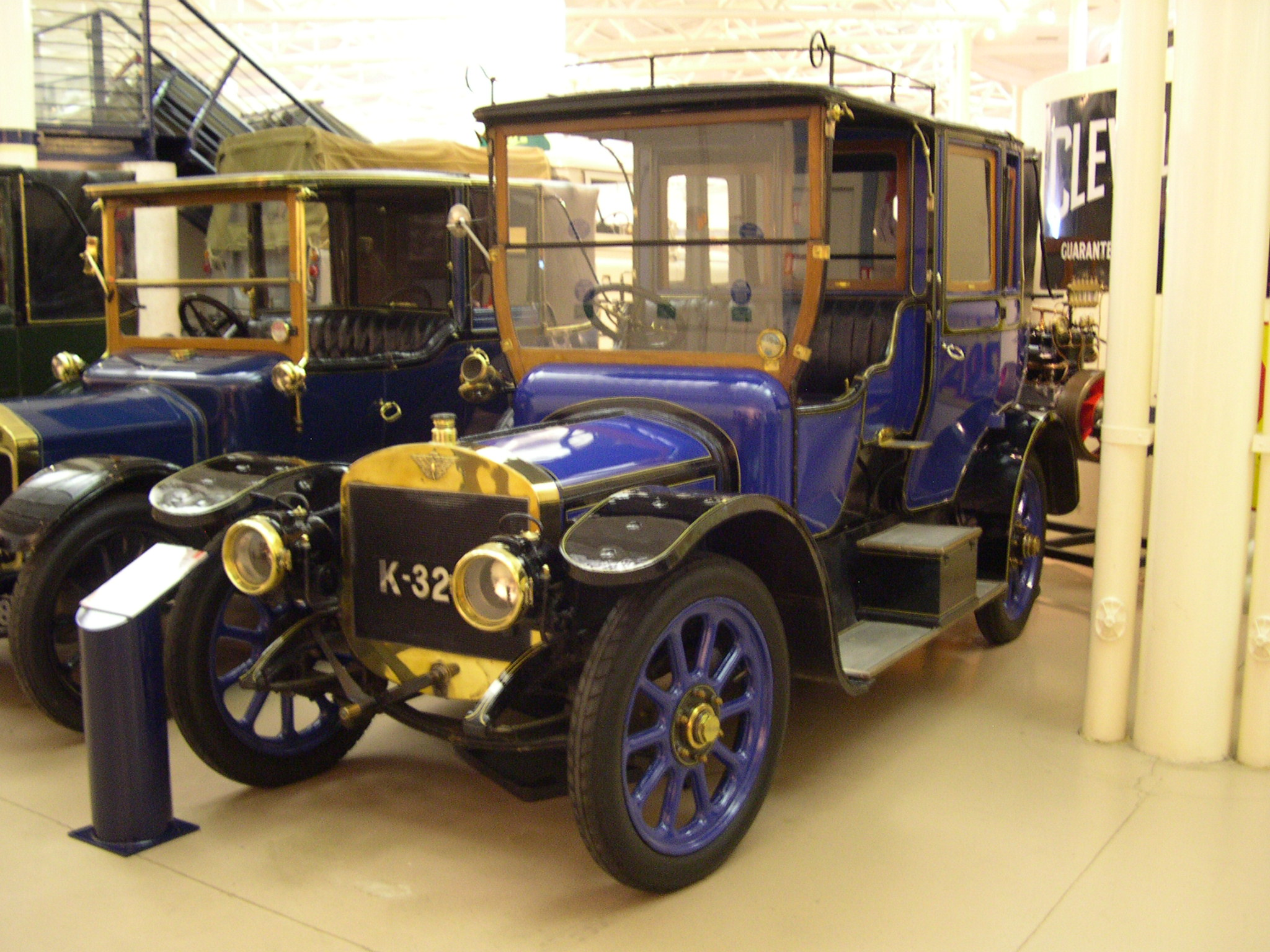
1907 York landaulette à Gaydon
voiture 62, moteur 61

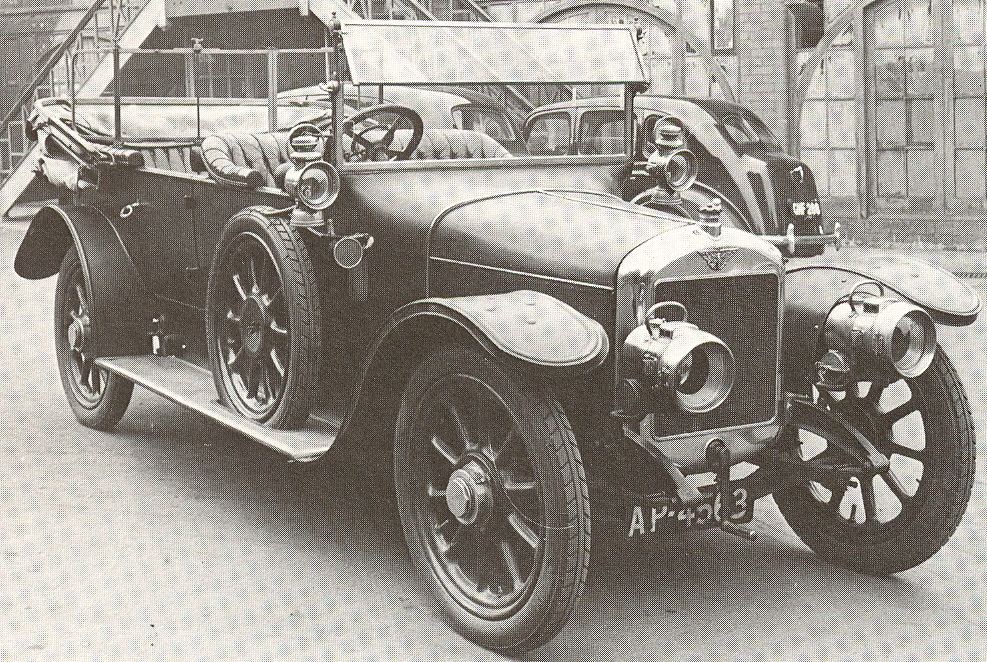
1912 Vitesse (Célérité)

L' Austin 40 hp est une voiture à moteur  4 cylindres lancée au salon de l'Automobile de l'Olympia en novembre 1907. Fabriqué par Austin à Longbridge, Northfield, Birmingham, c'était la première variante des plans initiaux d'Austin pour une gamme de deux modèles, une 15 hp (RAC 27 ch)—qui fut abandonnée—et une 25 hp (RAC 33 ch).
La puissance fiscale était encore nouvelle et les fabricants préféraient leurs propres estimations de puissance.

## Austin 40

### Moteur
Le moteur 4 cylindres avait un alésage légèrement plus grand que le moteur de la 25-30, que la voiture remplaçait, donnant une notation RAC de 36,3 cv pour le 5.842 cm³ et 32,8 cv pour le 5.278 cm³. Le  vilebrequin du moteur tourne sur cinq paliers. La puissance est transmise au pont arrière rigide par un embrayage multi-disques à surfaces de friction en phosphore-bronze et acier et une boîte de vitesses à engrenages à glissement, offrant quatre vitesses avant et la marche arrière, à l'aide d'un arbre muni de deux joints universels. La boîte de vitesses, de conception exceptionnellement solide comprenait un appui supplémentaire portant sur l'extrémité intérieure de l'arbre du moteur, est exploitée sur le principe de porte. Exceptionnellement pour 1907, le moteur est équipé d'un régulateur monté sur la broche du ventilateur et fonctionnant sur l'accélérateur. Les carburateurs Krebs initialement installés ont été remplacés par un modèle Austin. L'eau de refroidissement est distribuée par une pompe centrifuge, l'huile par une pompe à palettes entraînée par engrenages, et une jauge de pression d'huile est montée.

### Châssis
Le châssis possède un sous-châssis conçu pour faire un bloc du moteur et de la boîte de vitesses, qui sont tous deux pris en charge sur toute la longueur des deux côtés. La suspension est à ressorts semi-elliptiques aux quatre roues. À l'arrière, des tiges articulées attachent le boîtier de l'essieu au châssis. Une tige de couple triangulaire maintenue à son extrémité avant par un ressort résiste à la réaction de la conduite et du freinage. Des freins à expansion interne sont montés sur les roues arrière avec un frein en chaussure externe articulé derrière la boîte de vitesses.
"L'une des particularités de cette voiture est le nouveau type de pare-brise devant le conducteur, qui peut être ouvert, et protège le conducteur par temps de pluie, tout en donnant une vision claire vers l'avant."
La cylindrée a été augmentée en 1912 à 6.236 cm³ (38.75 hp RAC).
Vendue entre 1907 et 1913, seules 152 voitures furent produites.

### Black Maria
Au salon de l'automobile de l'Olympia de 1909 "l'objet le plus frappant sur le stand d'Austin Motor Company" a été la caravane à moteur 40 ch qui invitait à une comparaison immédiate avec "le déplorable véhicule vulgairement connu comme Black Maria" (fourgon cellulaire). Toutefois, elle était équipée d'une installation téléphonique, d'un lavabo, de casiers à  linge, etc et exposée avec une table de repas mise pour six. Une cuisine se trouve dans un compartiment séparé à l'arrière. L'hébergement interne est prévu pour deux, avec des couchettes supplémentaires sous des tentes sur le toit du siège du conducteur. Les modèles 7 ch, 15 ch et 18/24 sont également exposés.

### Defiance
Defiance, une voiture de tourisme rapide sur un châssis 40 ch, est exposée au salon de l'Automobile  de l'Olympia de 1912. Elle est livrée prête pour la route avec capote, écran, roues amovibles Austin-Sankey, dynamo et phares. La dynamo CAV se projette à travers le tableau de bord en aluminium à partir de son montage sur un pont en aluminium sur le volant moteur. Elle est entraînée par un contre-arbre raccordé à l'arbre à cames. L'Automotor Journal décrit Defiance comme ayant une carrosserie Torpedo.

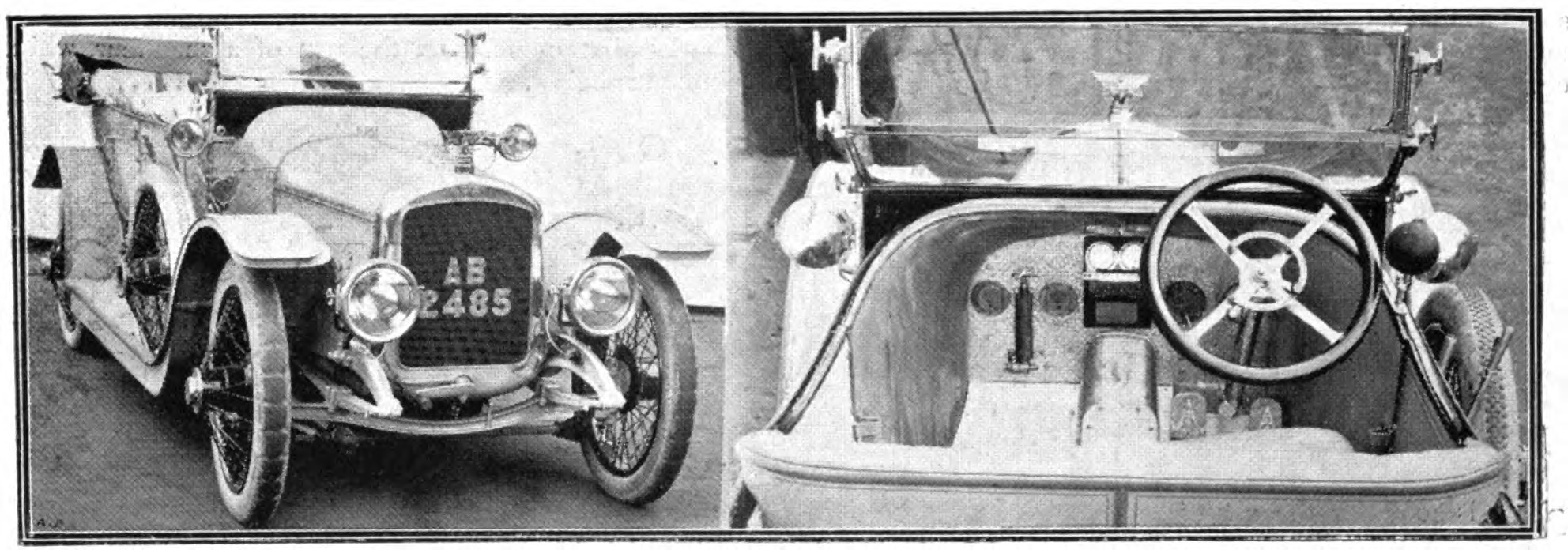
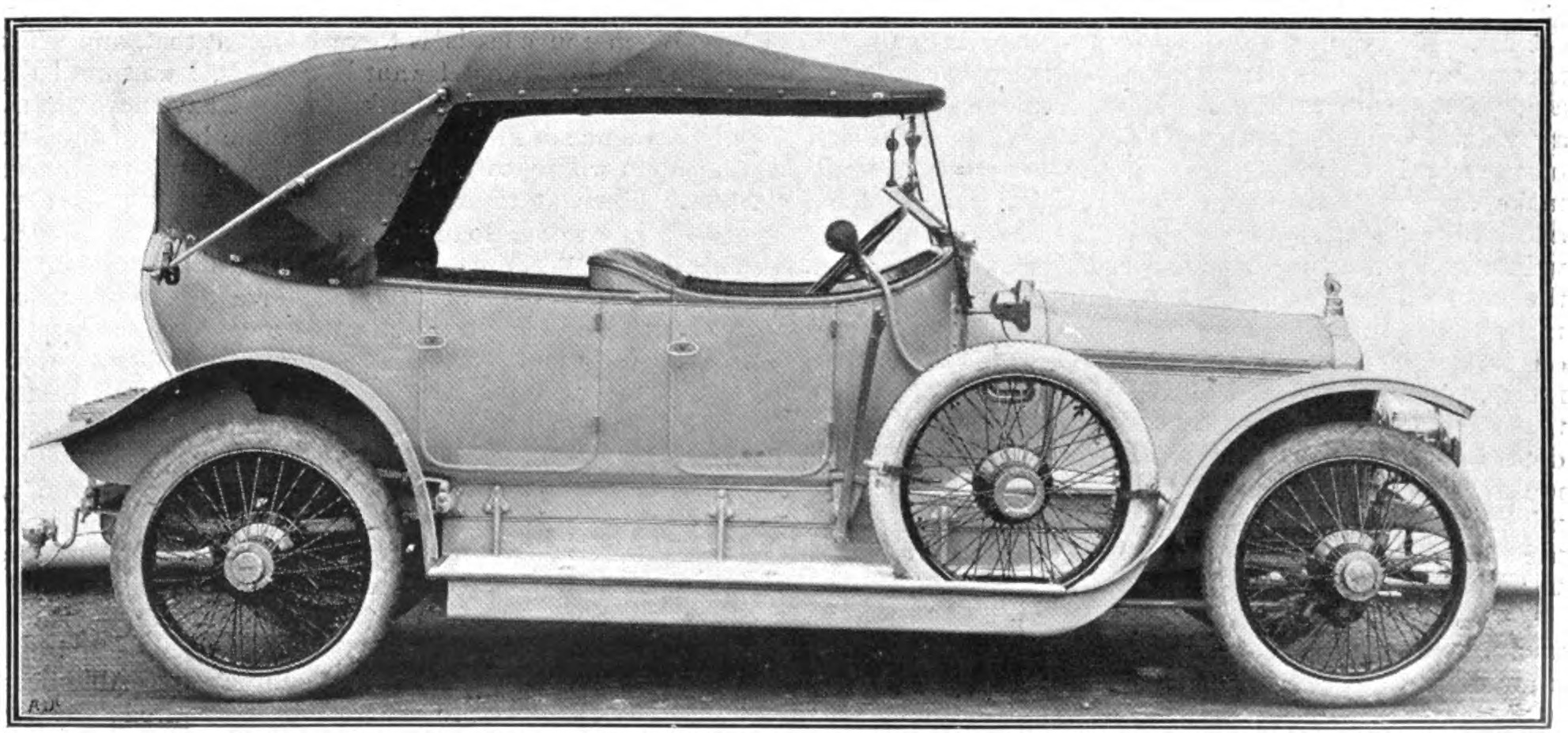
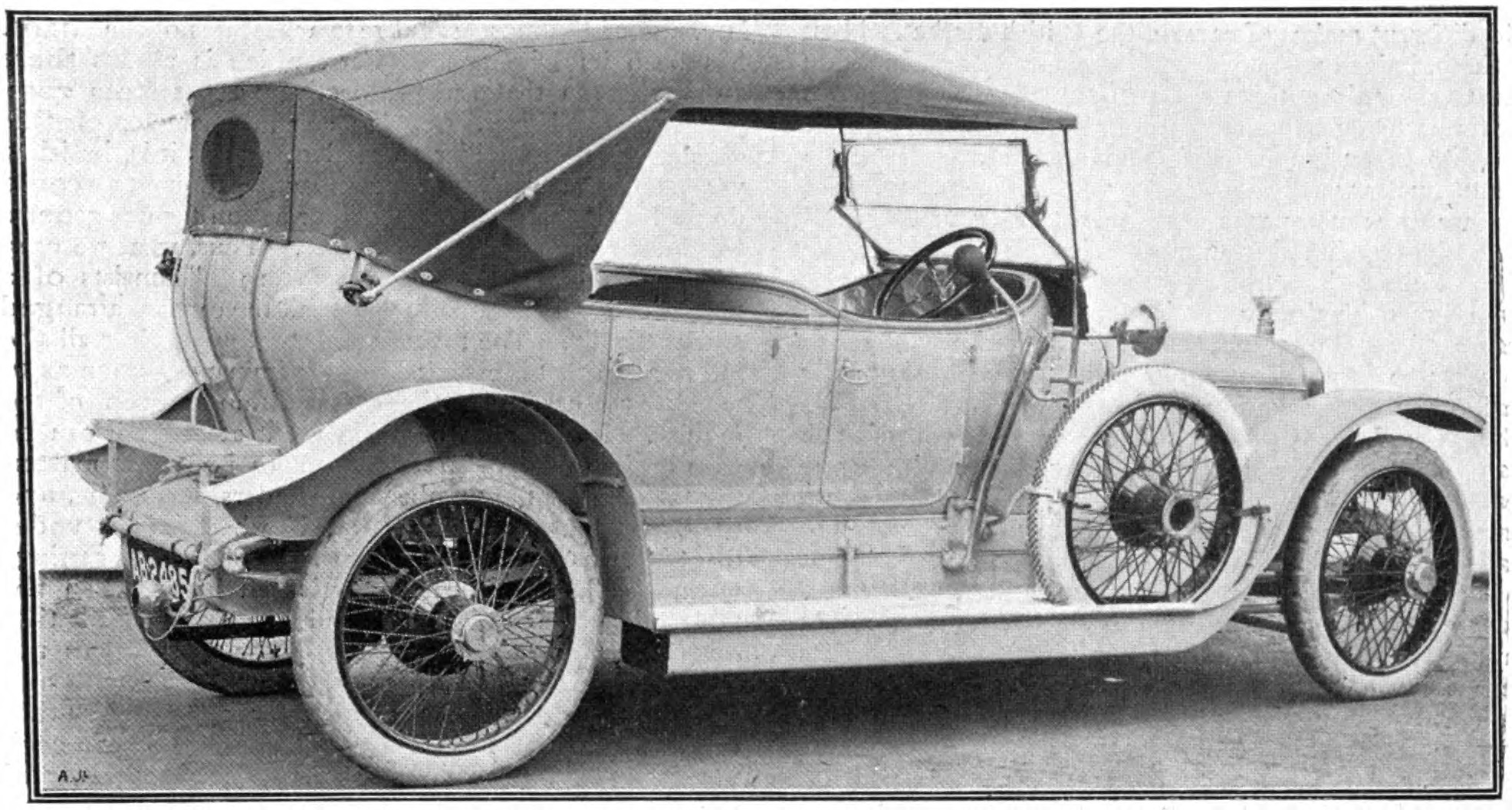
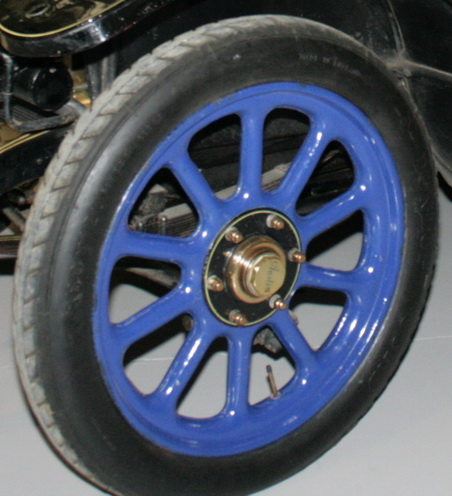
Roue amovible Austin-Sankey

Defiance fut développée à partir de la 40 hp pour la course de 2.000 mile organisée par l'Automobile Club de Russie, et qui se courait de Saint-Pétersbourg à Riga et Moscou. Elle reçut une carrosserie fuselée, un capot conique et un radiateur aux bords arrondis. Elle s'est bien comportée. À Saint-Pétersbourg, sur le kilomètre lancé, en transportant trois personnes, deux roues de rechange, des pièces de rechange et des bagages, elle a été chronométrée en 28 secondes, soit 130 km à l'heure.

## Austin 60

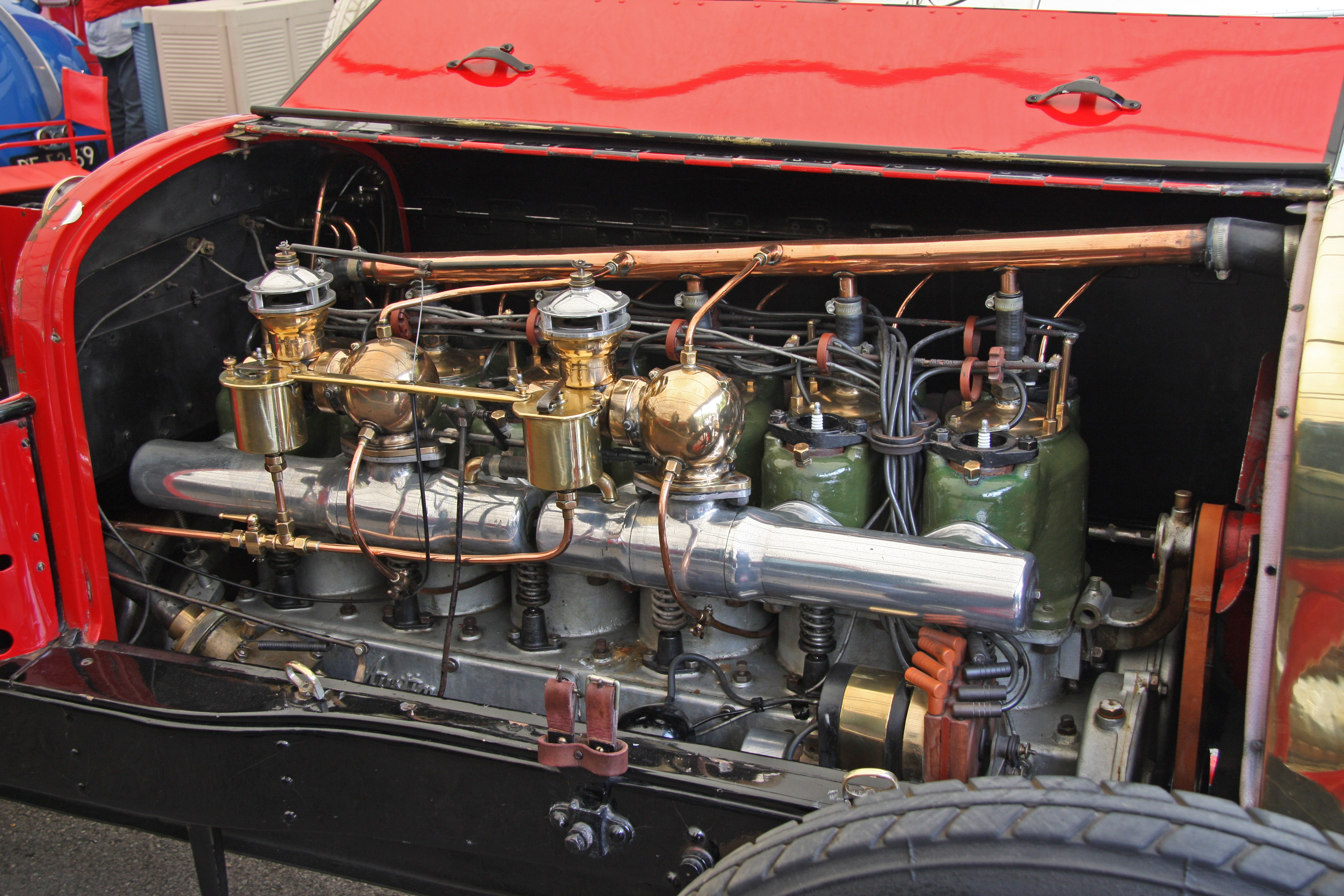
Moteur de course de 9.7 litres de 1908
un développement de la 60 cv de production

La 6 cylindres Austin 60 hp fut exposée pour la première fois au public au salon de l'Automobile de l' Olympia en novembre 1907. Le châssis exposé est équipé d'une carrosserie de limousine Longbridge. Le moteur six cylindres de 8,76 litres de cylindrée donnant 54,5 hp (RAC notation) partageait la conception et les dimensions de  cylindres de l'Austin 4-cylindres 40 hp, il avait simplement deux cylindres supplémentaires.
Le châssis était entièrement de construction Britannique, sauf pour la magnéto à haute tension Simm-Bosch, qui a été doublée sur les 60 hp. La deuxième magnéto, un peu plus petite, tournait avec un peu d'avance sur la magnéto principale, intervenant à haute vitesse de rotation pour fournir un allumage plus précis. Dans l'ensemble, la conception du châssis était habituelle d'Austin, suivant de près la 40 hp, sauf que les 60 hp avaient l'entraînement direct sur la troisième vitesse, les autres voitures Austin avaient l'entraînement direct sur la quatrième.
Environ 14 voitures Austin 60 hp furent faites.
British Gladiator
Cette voiture a également été renommée et vendue come la 60 hp British Gladiator avec en produit sœur les 18-24 British Gladiator. Ces  voitures British Gladiator étaient équipées d'entraînement par chaîne au lieu de l'entraînement par arbre. Elles complétaient les Gladiators 14-18, 18-28, 25-35 et 35-45 de fabrication française.

## Austin 50

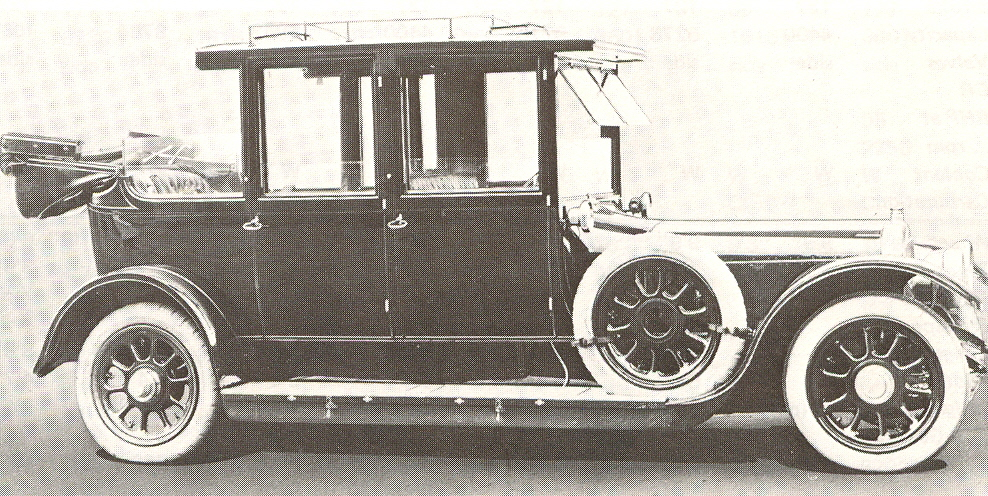
Limousine Pullman "50 hp" de 1911

La 60 hp a été remplacée en 1910 par une voiture de 6,6 litres et 41 hp RAC nommée Austin 50 hp.